# Carrizal (Venezuela)
Pour les articles homonymes, voir Carrizal.
Carrizal est le chef-lieu de la municipalité de Carrizal dans l'État de Miranda au Venezuela.

## Personnalités liées
- Gustavo González López (né en 1960) : militaire et homme politique.